# Iglesia de los Santos Ángeles Custodios (Santiago de Chile)
La Iglesia de los Santos Ángeles Custodios, también conocida como ex Sede del Seminario Pontificio Mayor, es un templo católico ubicado en el barrio Vaticano Chico de la comuna de Providencia, en Santiago de Chile. Fue declarado monumento nacional el 12 de enero de 1990. Su construcción fue llevada a cabo en 1884 por el arquitecto italiano Ignacio Cremonesi, el mismo que trabajó en la construcción de la Catedral Metropolitana de Santiago, reemplazando a la antigua capilla del Seminario Conciliar de Santiago que allí se encontraba. Su arquitectura está caracterizada por su estilo neorrenacentista, que está compuesta por dos torres, tres pabellones y una cúpula central, superpuestos sobre una planta con forma de cruz latina, alcanzando una capacidad de 350 personas aproximadamente. 

## Reseña histórica

### Antecedentes
En 1853, surge la compra de un gran terreno hecha por el Arzobispo Rafael Valentín Valdivieso, perteneciente a Agustín Alcalde, este contaba con una superficie que iba desde la Plaza Baquedano hasta los tajamares del río Mapocho. Y que, más tarde, se adicionó otro terreno más arriba, hasta el borde de calle Condell. Lo que propició una vasta propiedad para trasladar hasta allí el Seminario de Santiago, entre las calles Condell, Rancagua, Providencia y Seminario, esta última llamada así, como resultado de la edificación religiosa que allí se encontraba.
Para la realización de la construcción estuvo a cargo de la obra el arquitecto español Manuel Calvo, quien diseñó la primera capilla, bajo la dirección del rector del Seminario, Monseñor Larraín Gandarillas. En el transcurso de la obra, esta fue dotada de nuevas ideas como: un estanque para la práctica de natación, la primera cancha de fútbol que hubo en Santiago y una laguna rodeada de vegetación frondosa, gracias a esto y a su ubicación inmediata, los terrenos eran concurridos como lugar de descanso y paseo.

En 1857 sólo había dos tramos terminados, que habían sido ocupado de inmediato mientras el resto de los trabajos se terminaban. Pocos años después las habitaciones constituyeron un sólido edificio de dos pisos. Para terminar finalmente distribuyéndose en seis patios rodeados de corredores.
El Seminario Pontificio Mayor de los Ángeles Custodios permaneció ahí hasta el año 1955, mientras se financiaba una nueva edificación en otro lado de Santiago. Sin embargo, se optó por conservar la iglesia para la atención de los congregantes hasta el día de hoy.

### Fundación
En el año 1884, a causa de que la antigua capilla se vio reducida en su labor a la atención de los feligreses, el monseñor Mariano Casanova ordenó la construcción de un nuevo templo para el seminario, el cual fue dirigido por el arquitecto italiano; Ignacio Cremonesi, quien se encontraba temporalmente en Chile.
Al término de su construcción, la fundación oficial aparece incorporada en el libro 34 del Arzobispado con firma del cardenal José María Caro Rodríguez, octavo arzobispo de Santiago, y por el monseñor Alejandro Huneeus, el 16 de marzo de 1955, con ubicación en la Iglesia del Seminario Pontificio Mayor de Santiago, como decreto de fundación del templo parroquial de Los Santos Ángeles Custodios. Tras su fundación, su primer párroco fue el cardenal Juan Francisco Fresno, uno de los encargados en llevar a cabo la fundación de la parroquia.
Desde este acontecimiento la iglesia da paso a incontables casamientos, como también a reuniones y despedidas. Entre estos, se despidió al obispo auxiliar de Temuco, Jorge Hourton, un ilustre defensor de los derechos humanos.

### Monumento Nacional
Tras soportar el terremoto de 1985 y seguir en buenas condiciones, la parroquia es tomada en cuenta por su valor arquitectónico, su belleza, y ser la auténtica expresión de su época; es declarada como Monumento Histórico Nacional por el Decreto N° 31 del 12 de enero de 1990, del Ministerio de Educación.

## Arquitectura y ornamentación

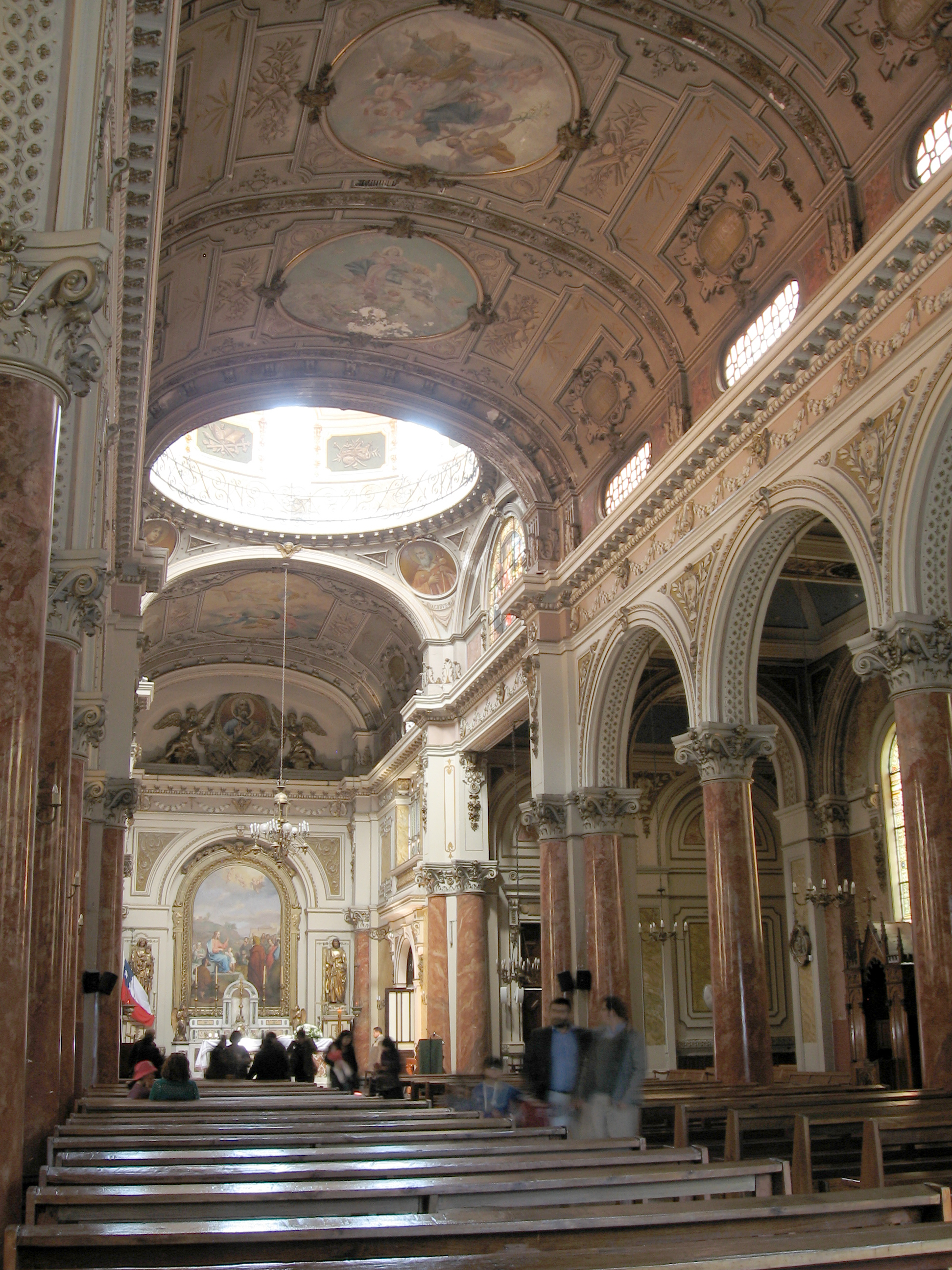
Interior de la parroquia.

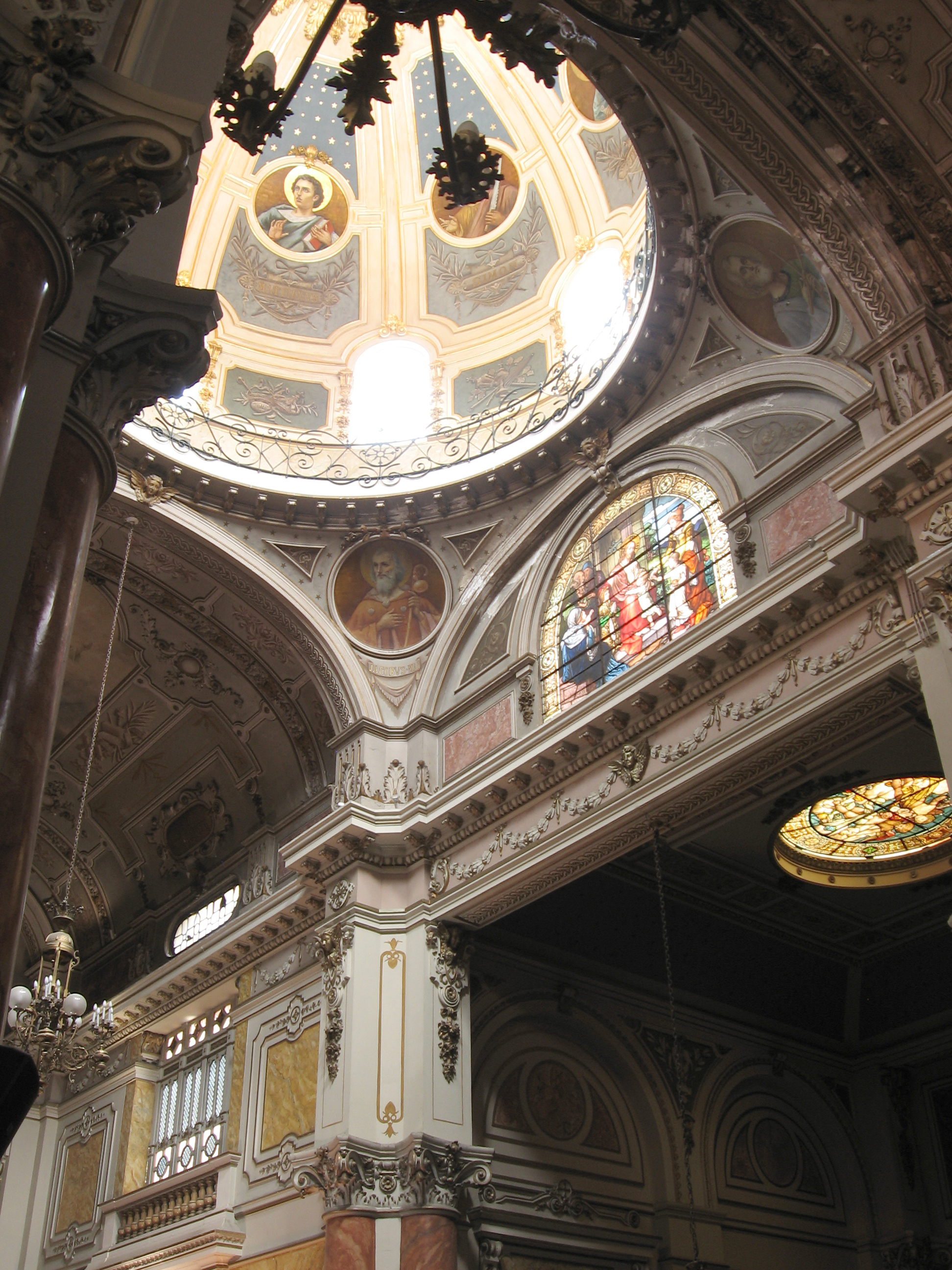
Vitrales en la cúpula del templo.

En el frontis de la iglesia, el arquitecto Ignacio Cremonesi, retrata una fachada triangular que es sostenida por dos pares de columnas que culminan en las dos torres de mediana altura, con una cúpula en la parte posterior del techo, similar a la que se encuentra en la Catedral tras su transformación.
Por dentro está constituido en una planta de cruz latina de tres pabellones, la del centro en mayor altura, con bóveda de cañón y cúpula sobre el crucero. En los rincones se destacan distintos altares devotos. Los muros cuentan con decoración y salientes pintados dorados que encuadran los paneles. Mientras que en sus costados están finamente decorados, tanto el entretecho como terminaciones y rincones.
Las naves se encuentran separadas por pilares adornados con pintura de color marrón, marmolada, que sostienen arcos de semicírculo, en el cual hay diversas figuras geométricas decoradas con hortalizas de matices níveos y dorados. Las naves laterales poseen un techo formado por cúpulas celestiales. Sus costados están decorados de manera similar a la división de los pabellones; pilares que soportan arcos que poseen una moldura cóncava. Además en los muros existe gran diversidad de vitrales por lado, sin contar los dos en los sagrarios y dos del lucernario, que están dedicados a quienes aportaron en el saber teológico; los Santos sabios.

### Vitrales
El conjunto de vitrales de la iglesia de Los Ángeles Custodios están constituidos de vidrio pintado y horneado de 1898 y procedentes del taller alemán Zettler, famoso por crear un estilo definido en la producción de vitrales llamado «Munich».
Iglesias Patrimoniales.

En el pabellón ubicado a la izquierda, están los vitrales dedicados a: San Francisco de Sales, patrono de los escritores y periodistas; Ángel Custodio, fiel reflejo de la protección y seguridad; San Santiago Mayor, el patrón de España; Santo Toribio, segundo Arzobispo de Lima; San Alfonso de Ligorio, obispo de la Iglesia católica; San Miguel Arcángel, jefe de los ejércitos de Dios; San Juan Evangelista, autor del Evangelio de Juan; San Agustín, padre y doctor de la Iglesia católica; San Carlos Borromeo, patrono de los empleados de banca. Y frente de este último está el vitral de Santo Tomás de Aquino, representante de la enseñanza escolástica.
Además de los nombrados, por encima de ellos, existen dos vitrales más, en uno de estos, se encuentra Jesús obsequiándole a Pedro las llaves del reino del cielo. Y el otro está dedicado a la escena de Cristo, cuando expresa a sus apóstoles que permitieran a los niños llegar a él.
En el altar mayor se puede apreciar dos obras escultóricas: en el extremo derecho podemos encontrar un altar adornado de fondo por ángeles que rodean a la virgen cargando a Jesús en su regazo, que a su vez rodean a los ángeles custodios (la razón del nombre dado a la parroquia). Finalmente en el extremo izquierdo, se encuentra el altar designado al Sacro Corazón, que está profusamente adornado en el fondo y junto a un niño, que simboliza el nacimiento.

## Datos pastorales
- Párroco y rector del templo: Pbro. José Agustín Tapia Rodríguez.
- Horarios de las misas diarias:
  - Lunes a viernes: 12:00 h.
  - Sábado: 17:00 h.
  - Domingo: 10:00 y 12:00 h.
- Rezo del rosario: antes de cada misa.